# دوري جرينلاند لكرة القدم 1998
دوري جرينلاند لكرة القدم 1998 هو موسم من دوري جرينلاند لكرة القدم. فاز فيه Kissaviarsuk-33 ‏.